# Mount Irving
Mount Irving je nejvyšší hora souostroví Jižní Shetlandy ležících severozápadně od Antarktidy. Hora dominuje svou výškou v jižní části ostrova Clarence Island na jihu Shetlandských ostrovů. Není známo, kdo je objevitelem hory, ale je potvrzeno[zdroj⁠?!] [kým?], že byla známá mezi lovci tuleňů již v roce 1820. Pojmenována byla podle hydrografa a kontradmirála Britského královského námořnictva sira Edmunda George Irvinga. Nadmořská výška se dle různých pramenů liší mezi 1950 až 2300 metrů nad mořem.